# ロバート・ハリス (1957年生)

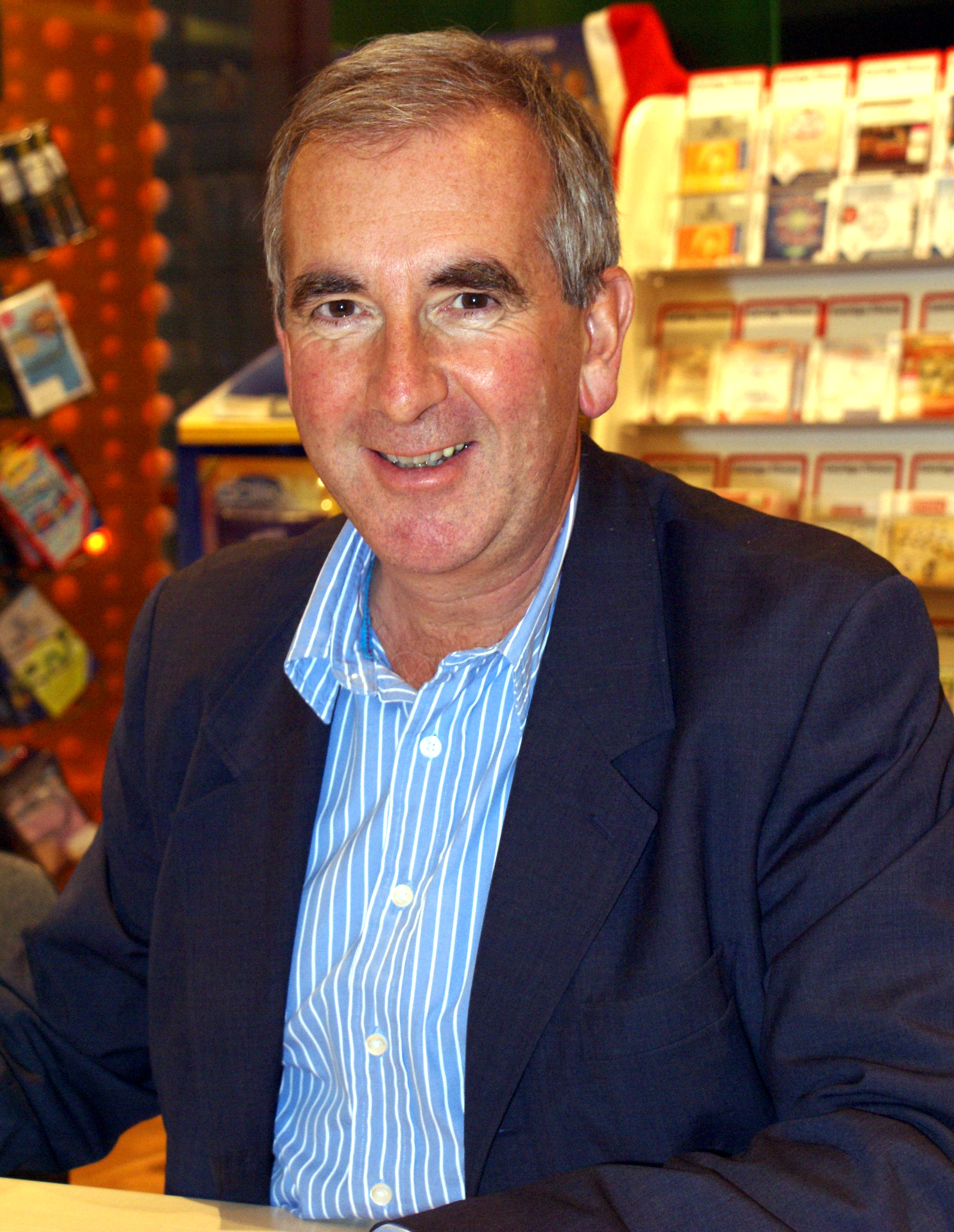
2008年、撮影

ロバート・ハリス（Robert Harris, 1957年3月7日 - ）は、イギリスのジャーナリスト、政治評論家、作家。義兄弟に同じく作家、エッセイストのニック・ホーンビィがいる。ノッティンガム生まれ。

## 来歴
ケンブリッジ大学出身。BBCのレポーターを勤めた後、1987年に「オブザーバー」紙の政治部編集長に就任した。また、「サンデー・タイムズ」「デイリー・テレグラフ」などにコラムを執筆。2003年には英国報道機関賞（British Press Award）の年間最優秀コラムニストに選出された。
その一方、1992年にはナチス・ドイツが第二次世界大戦に勝利した世界を舞台としたミステリ『ファーザーランド』で作家デビューし、その後もポリティカル・フィクションなどを中心に執筆活動を続けている。

## 著作

### 小説
- Fatherland (1992) 『ファーザーランド』- 文春文庫・後藤安彦 訳
- Enigma (1995) 『暗号機エニグマへの挑戦』 - 新潮文庫・後藤安彦 訳
- Archangel (1999) 『アルハンゲリスクの亡霊』- 新潮文庫・後藤安彦 訳
- Pompeii (2003) 『ポンペイの四日間』- ハヤカワ文庫・菊地よしみ 訳
- The Ghost (2007)『ゴーストライター 』 - 講談社文庫・熊谷千寿 訳（2010年映画化：ロマン・ポランスキー監督）
- The Fear Index  (2011) - 未訳
- Conclave  (2016)『教皇選挙』 - 未訳（2024年映画化：エドワード・ベルガー監督）

### ノンフィクション
- 『ヒットラー売ります 偽造日記事件に踊った人々』 - 朝日新聞社
- 『化学兵器 その恐怖と悲劇』（ジェレミー・パックスマンとの共著） - 近代文芸社